# Découverte du Brésil
 (juin 2021).
Si vous disposez d'ouvrages ou d'articles de référence ou si vous connaissez des sites web de qualité traitant du thème abordé ici, merci de compléter l'article en donnant les références utiles à sa vérifiabilité et en les liant à la section « Notes et références ».

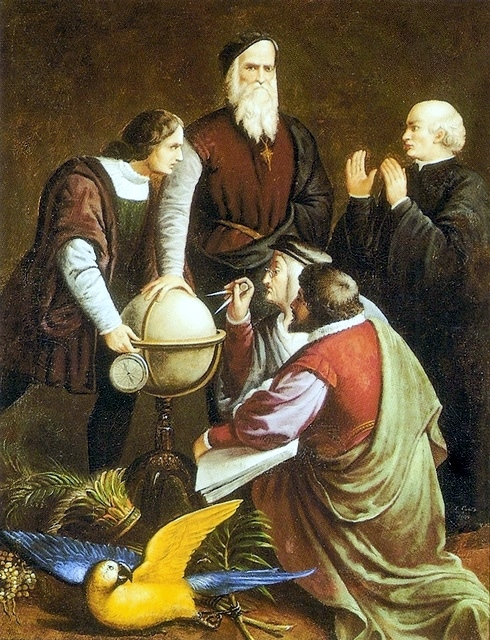
Allégorie du nouveau Monde.
Disputa entre cosmógrafos, José Antonio da Cunha Couto, 1892.

La découverte du Brésil (portugais : descobrimento do Brasil) par les Européens a eu lieu en 1500, lorsque la flotte commandée par Pedro Álvares Cabral est arrivée sur la côte du territoire sud-américain où se trouve aujourd'hui l'État brésilien et en prit possession au nom du royaume du Portugal.

## Découverte par Vicente Yáñez Pinzón
De nombreux chercheurs affirment que le véritable découvreur du Brésil était le navigateur espagnol Vicente Yáñez Pinzón, qui le 26 janvier 1500 a débarqué au Cap de Santo Agostinho, sur la côte méridionale de Pernambuco – considéré comme le premier voyage documenté vers ce qui est aujourd'hui le territoire brésilien,,,.
La flotte, composée de quatre caravelles, a quitté Palos de la Frontera le 19 novembre 1499. Après avoir traversé l'Equator, Pinzón a rencontré une tempête violente, et ensuite, le 26 janvier 1500, il a aperçu le cap et a ancré ses navires dans un port abrité facilement accessible aux petites embarcations, avec une profondeur de 16 pieds, comme indiqué par le sondage. Le port mentionné était la baie de Suape, située sur la pente méridionale du promontoire, que l'expédition espagnole a nommée Cap de Santa María de la Consolación. L'Espagne n'a pas revendiqué la découverte, minutieusement enregistrée par Pinzón et documentée par d'importants chroniqueurs de l'époque tels que Pierre Martyr d'Anghiera et Bartolomé de las Casas, en raison du traité de Tordesillas signé avec le Portugal,,,.
Pendant la nuit suivant le débarquement, ils ont observé de grands feux brûlant au loin, le long de la côte nord-ouest. Le lendemain matin, ils ont navigué dans cette direction jusqu'à atteindre un fleuve, que Pinzón a nommé "Rio Formoso". Sur la plage, le long des rives du fleuve, un violent affrontement avec les populations autochtones locales, appartenant à la tribu Potiguara, a été enregistré. En se dirigeant vers le nord, Pinzón a contourné le Cap de São Roque et a atteint l'Amazone en février, qu'il a nommé Santa María de la Mar Dulce, d'où il a continué vers les Guyanes puis vers la mer des Caraïbes, revenant en Espagne le 30 septembre 1500. Le cousin de Pinzón, Diego de Lepe, entreprit un voyage parallèle, partant de Palos en 1499, vingt jours après le départ de la flotte de Pinzón. Lepe est arrivé au Cap de Santo Agostinho en février 1500, mais a navigué quelques miles vers le sud, notant que la côte s'inclinait fortement vers le sud-ouest, puis a repris la même trajectoire que Pinzón,.
La carte de Juan de la Cosa, une carte réalisée en 1500 à la demande des premiers rois d'Espagne – connus sous le nom de Monarques catholiques – montre la côte sud-américaine ornée de drapeaux espagnols du Cap de la Vela (dans l'actuelle Colombie) jusqu'au point le plus à l'est du continent. Il y a un texte qui dit, "Este cavo se descubrio en año de mily IIII X C IX por Castilla syendo descubridor vicentians" (litt. Ce cap a été découvert en 1499 par Castille, avec Vicente Yáñez comme découvreur), ce qui fait probablement référence à l'arrivée de Pinzón au Cap de Santo Agostinho à la fin de janvier 1500. Plus à l'est, et séparée du continent, il y a une île découverte par le Portugal, colorée en bleu. De la Cosa a probablement voulu refléter la terre découverte par Pedro Álvares Cabral en 1500, qu'il a nommée "Terra de Vera Cruz" ou "de Santa Cruz". Les Portugais croyaient qu'il s'agissait d'une île (île de Vera Cruz) située dans l'Atlantique, séparant l'Europe des Indes.

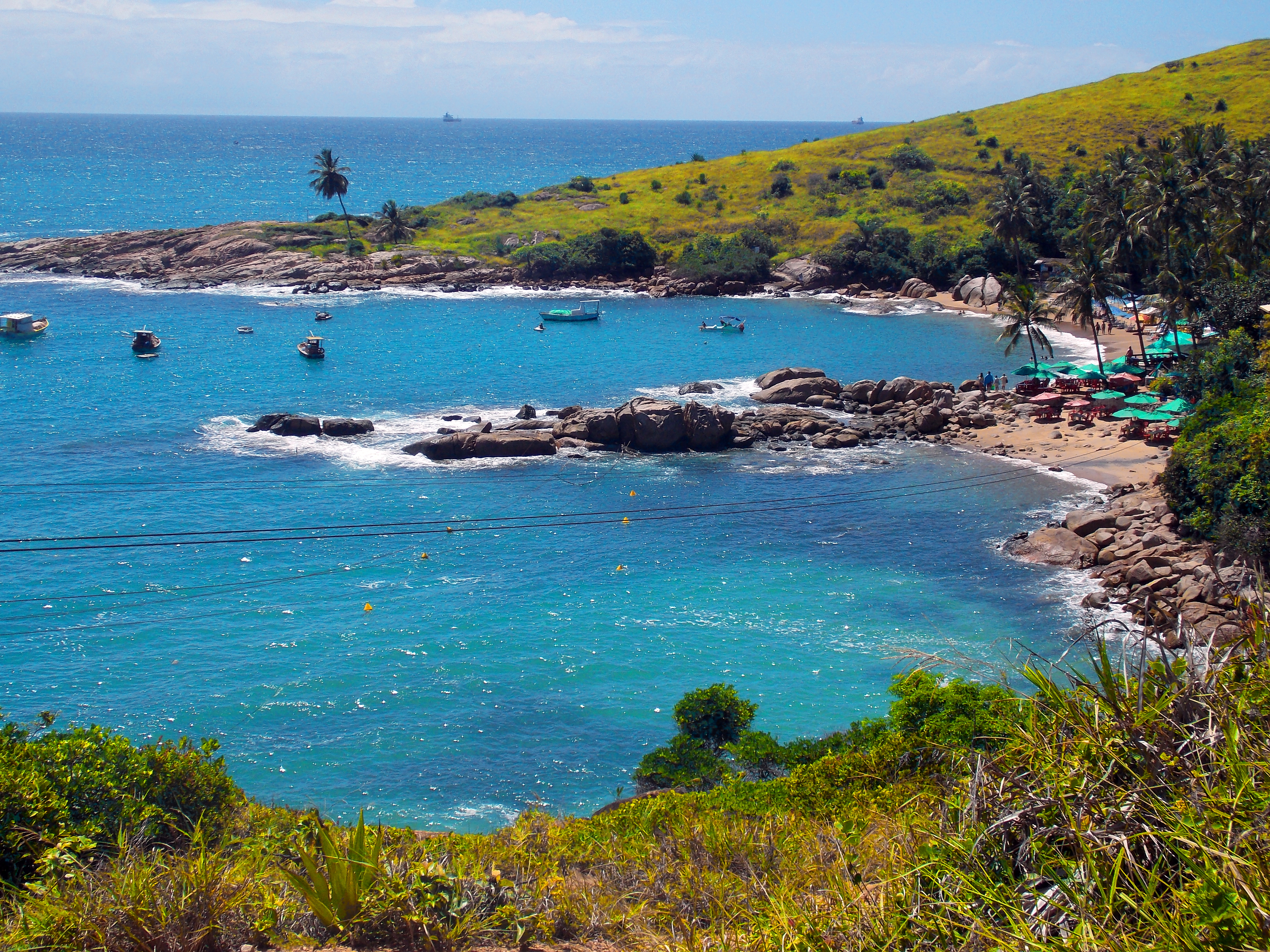
Cap de Santo Agostinho, le site de la découverte du Brésil par Vicente Yáñez Pinzón

Le 30 octobre 1500, le roi Manuel Ier de Portugal épousa Marie d'Aragon et de Castille, fille des monarques catholiques et sœur de sa première épouse Isabelle (qui mourut lors d'un accouchement difficile), initiant une profonde connexion dynastique entre le Portugal et l'Espagne. L'année suivante, la première expédition portugaise pour explorer la côte brésilienne partit de Lisbonne, confiée à Amerigo Vespucci et commandée par Gonçalo Coelho. Le 17 août 1501, la flotte aperçut le Cap de São Roque dans l'actuel Rio Grande do Norte, déjà découvert par Pinzón (les calculs de latitude étaient relativement précis à l'époque, bien que la longitude soit assez défectueuse). Les Portugais naviguèrent vers le sud, parcourant toute la côte est du Brésil. Près de Santa Cruz Cabrália, ils rencontrèrent deux exilés de la flotte de Cabral, qu'ils sauvèrent. Ils réalisèrent alors que Cabral n'avait pas découvert une île, mais une portion de la côte du nouveau continent. La flotte navigua jusqu'au Cap de Santa Maria dans l'actuel Uruguay. La Couronne espagnole envoya plus tard le navigateur Juan Díaz de Solís en expédition pour explorer les terres attribuées à l'Espagne selon le traité de Tordesillas – dont la ligne imaginaire passait le long de la côte de l'actuel État de São Paulo, près de Cananéia,,. Pour sa découverte du Brésil, Vicente Yáñez Pinzón fut honoré par le roi Ferdinand II d'Aragon le 5 septembre 1501.

## La flotte

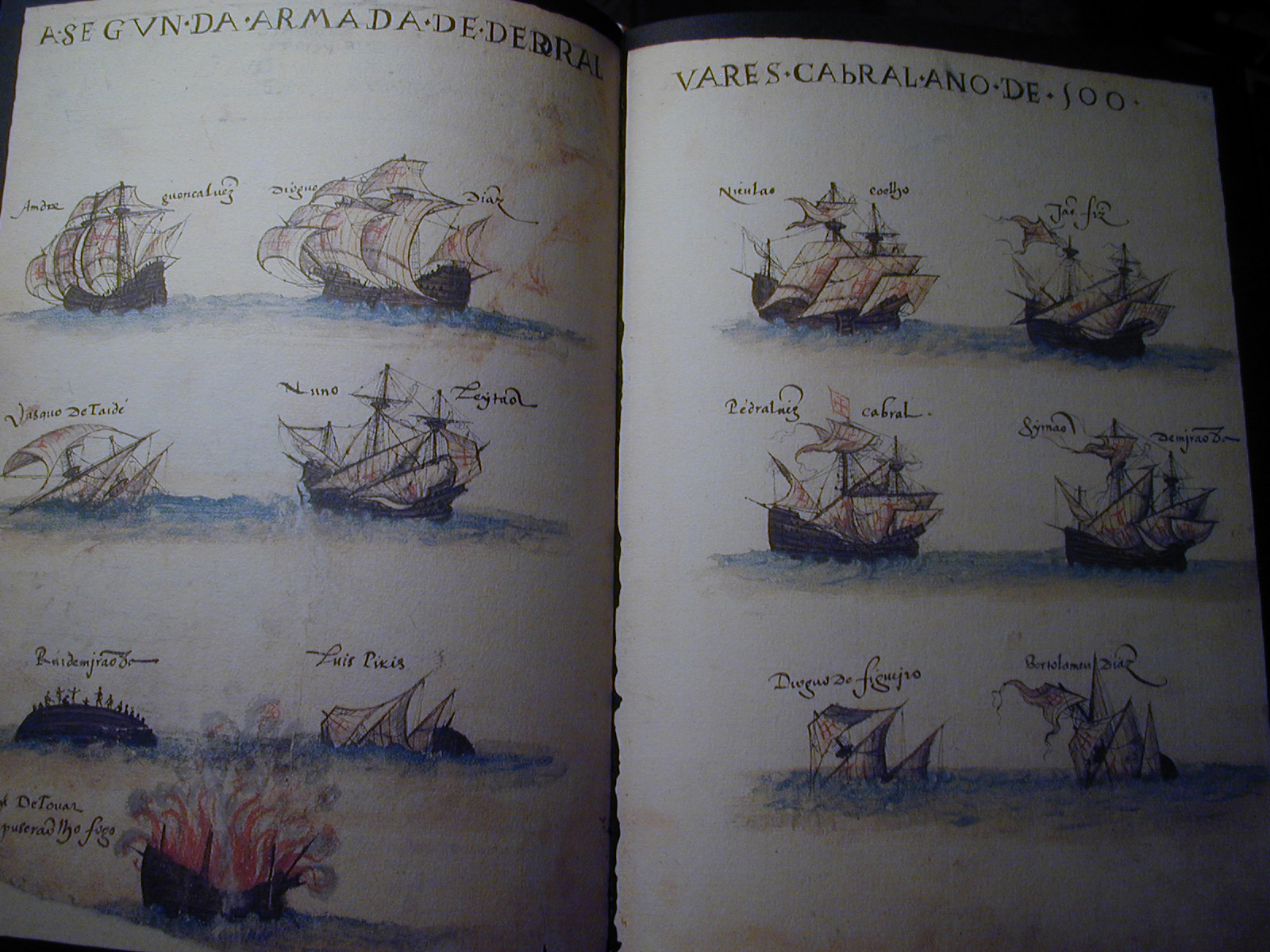
Armada de Pedro Alvares Cabral. Livro de Lisuarte de Abreu, 1565.

Confirmant le succès de la découverte de la voie maritime vers les Indes, le roi D. Manuel I prépare rapidement une nouvelle flotte pour les Indes bien plus importante que celle de Vasco de Gama.
Elle était composée de treize navires, mais la liste précise des bateaux de l'expédition reste incertaine.
Selon un document, elle comprenait les caraques Espírito Santo, Santa Cruz, Fror de la Mar, qui fit naufrage en 1511, São Pedro, Vitória et Espera, et le galion Trindade qui sont ceux qui rentrèrent à Lisbonne en revenant des Indes. D'autres documents y ajoutent l'Anunciada, le São Pedro, le El-Rei et le Berrio qui, commandé par Nicolau Coelho, participa à l'expédition de Vasco de Gama.
On estime qu'il y avait plus de mille hommes d'équipage. Pour la première fois, une flotte est commandée par un noble : Pedro Álvares Cabral, fils de Fernão Cabral, maire de Belmonte, sur le navire-amiral El-Rei. Le São Pedro était commandé par Pero de Atayade et l'Annunciada commandé par Nuno Leitão.
Les autres commandants des navires étaient Sancho de Tovar (sous-commandant de l'escadre), Simon de Miranda, Bartolomeu Dias, Pedro Dias, Gaspar de Lemos, Simon de Pina, Vasco de Ataíde, Nicolau Coelho, Ayres Gomes da Silva et Luis Pires. Dans l'équipage, on comptait également l'astronome João Emenelaus et le secrétaire Pero Vaz de Caminha, qui était envoyé au comptoir de Calecut.
L'escadre emportait des vivres pour 18 mois.
Un peu avant le départ, le roi fit célébrer une messe au monastère de Belém, présidée par Diogo Ortiz, évêque de Ceuta. On y bénit un drapeau avec les armes du royaume, qui fut donné personnellement par le roi à Cabral.
Vasco de Gama aurait fait de nombreuses recommandations pour le long voyage et notamment que la coordination entre les différents bateaux était cruciale pour ne pas se perdre les uns des autres : avant chaque modification de direction, le navire amiral devait tirer deux coups de canon et attendre la réponse de tous les autres.

## Le voyage

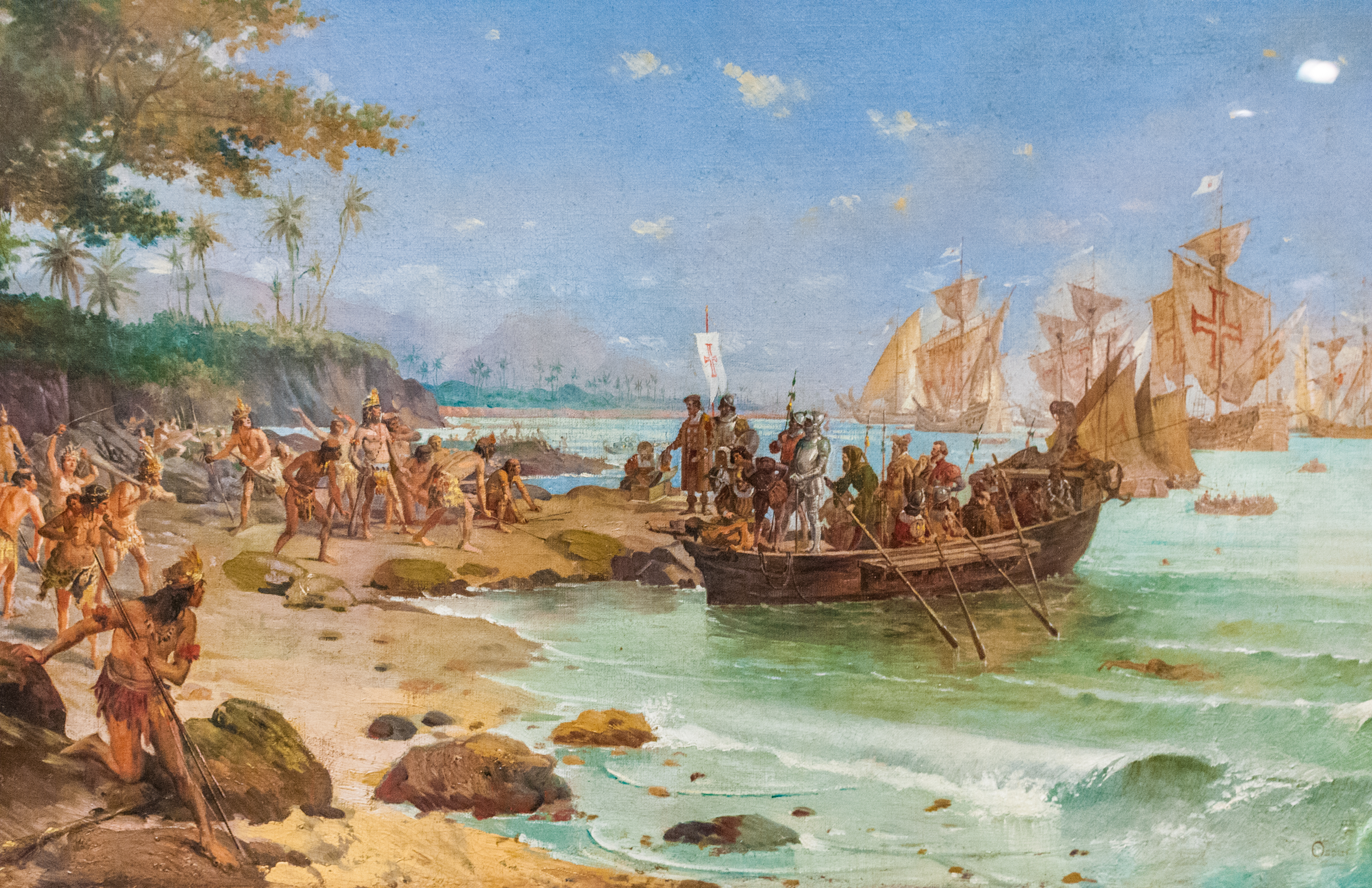
L'arrivée de Pedro Álvares Cabral à Porto Seguro en 1500 par Oscar Pereira da Silva (1865–1939).

La grande flotte de 13 navires leva l'ancre du Restelo le 10 mars 1500 avec l'objectif officiel d'établir des relations commerciales avec les ports de l'océan Indien de Calicut, Cananor et Sofala commencées par Vasco de Gama.
Le 14 mars, ils étaient aux îles Canaries et, le 22 mars, au Cap-Vert. Le jour suivant, le bateau de Vasco de Atayade disparut mystérieusement.
Le 22 avril (2 mai, grégorien), accident de parcours ou mission secrète d'officialiser une prise de possession, on voit « terra chã, com grandes arvoredos : ao monte » (une terre avec grande arborisation : un mont). Cette colline fut baptisée par Cabral de Monte Pascoal, et la terre, Terra da Vera Cruz (Terre de la Vraie Croix). C'est aujourd'hui Porto Seguro, dans l'État de Bahia.
Mettant à profit les alizés, l'escadre louvoya le long de la côte vers le nord à la recherche d'une crique, qui fut trouvée finalement un peu avant la tombée de la nuit du 24 avril, à un endroit qui sera appelé la baie Cabrália. Ils y restèrent jusqu'au 2 mai, lorsqu'ils reprirent la route vers les Indes, exécutant le plan officiel du voyage et laissant à terre deux condamnés et deux mousses qui avaient déserté. L'occupation du Brésil par les Européens commençait.

## L'arrivée à Vera Cruz

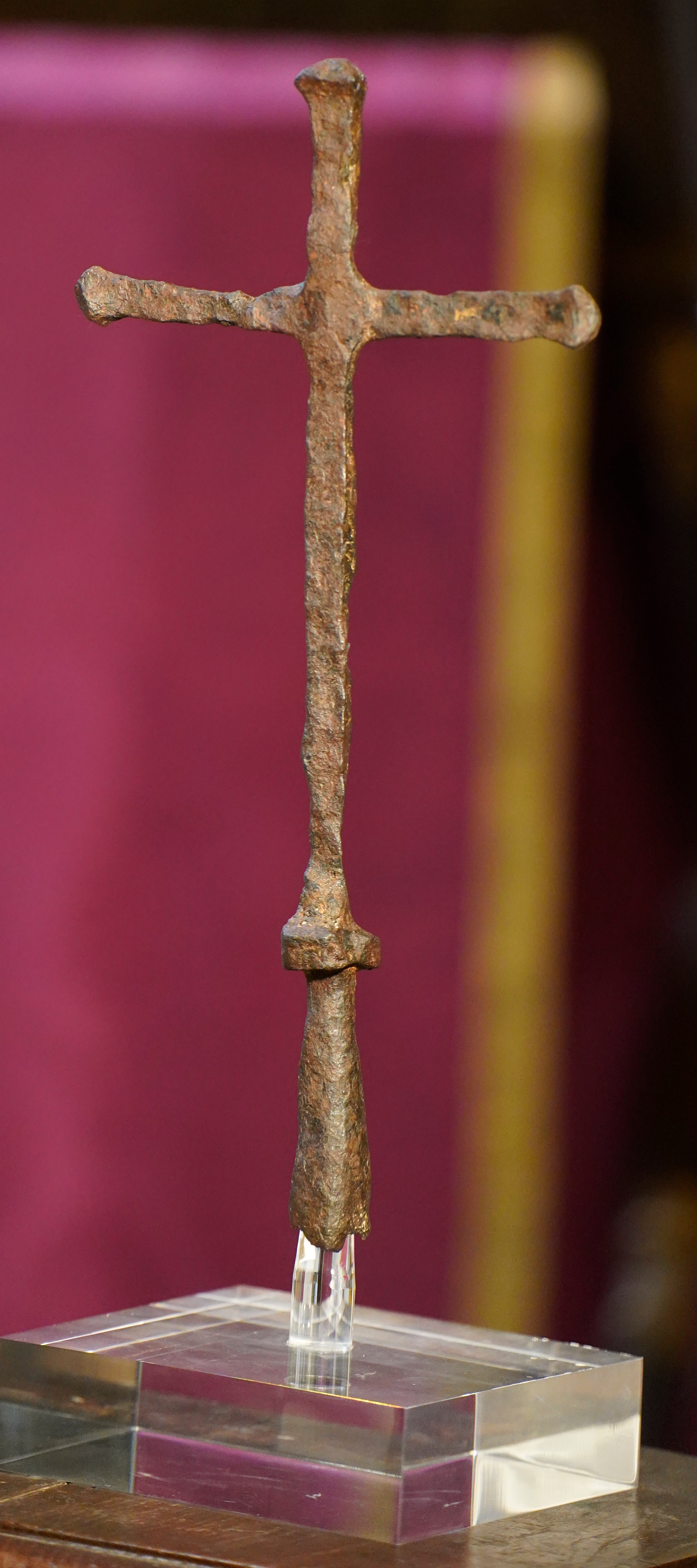
Croix utilisée lors de la première messe au Brésil, actuellement conservée dans la cathédrale de Braga

Le 24 avril, Cabral reçoit des natifs à bord de son bateau. Accompagné de Sancho de Tovar, Simon de Miranda, Nicolau Coelho, Aires Correia et Pero Vaz de Caminha, il reçut un groupe d'indigènes dont on constata qu'ils savaient immédiatement identifier l'or et l'argent qui était sur le bateau (il s'agissait d'un fil d'or et d'un calice d'argent). Cela montrait aux Portugais que ces deux métaux existaient dans la région.
Le secrétaire de bord, Pero Vaz de Caminha, a très bien documenté cette rencontre dans une lettre fameuse. Le choc culturel est évident. Les indigènes, à l'exception d'un perroquet, ne reconnurent aucun des animaux amenés par les navigateurs. On leur offrit de la nourriture et du vin, qui furent rejetés.
Les indigènes commencèrent à prendre connaissance de la religion des Portugais, assistant à la première messe célébrée par le Père Henri de Coimbra le 26 avril 1500. La croix fut plantée dans le nouveau sol portugais, qui reçut le nom d'île de Vera Cruz. Après cette première messe, la flotte reprit le chemin des Indes, mais envoya au Portugal un navire commandé par Gaspar de Lemos, avec la lettre de Pero Vaz de Caminha.

## Les peuples natifs

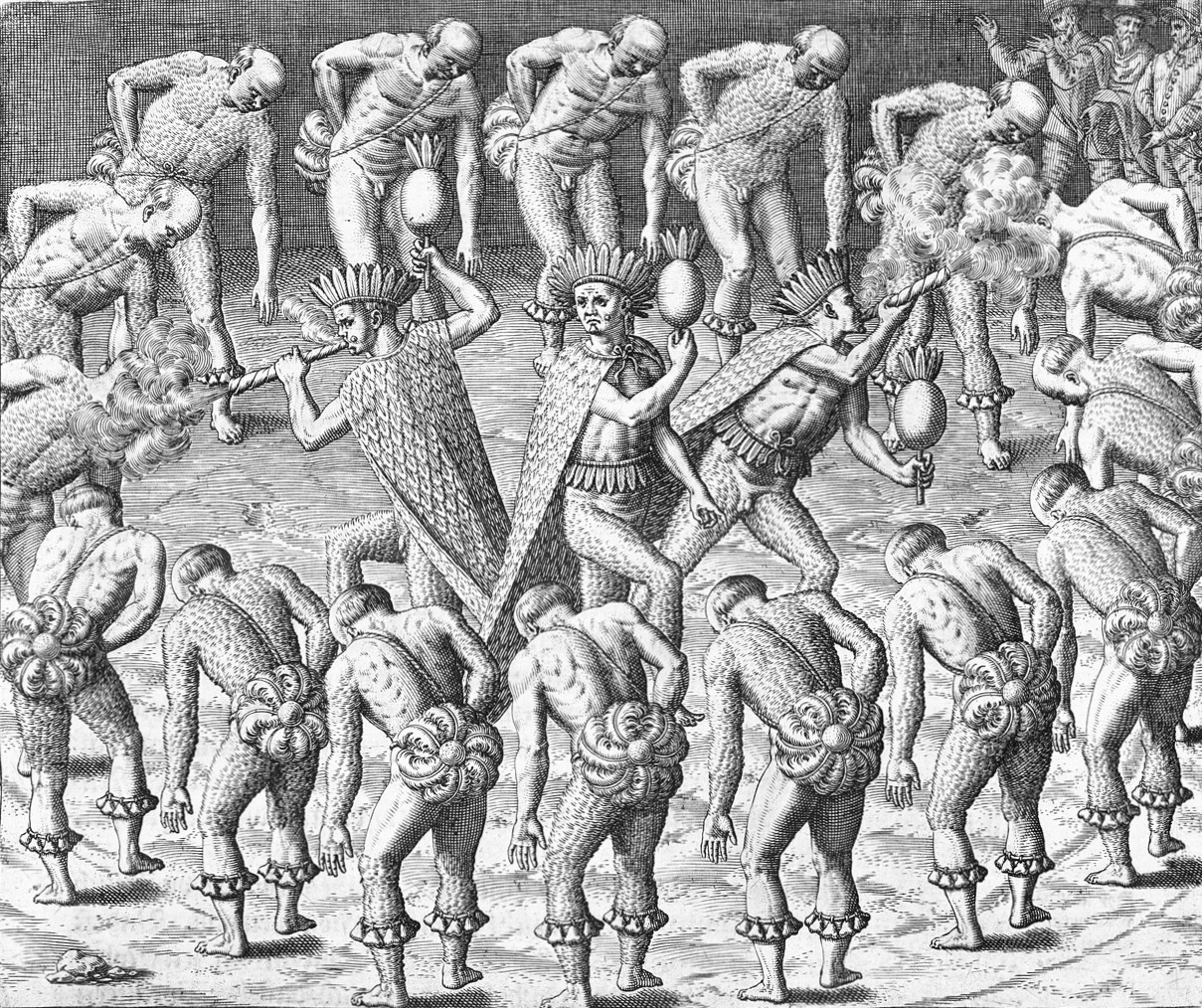
Les Tupinamba dans l'ouvrage de Hans Staden au XVIe siècle.

Lors de la découverte du Brésil par les Portugais, le littoral était occupé par deux nations indigènes du tronc linguistique tupi : les Tupinambas, qui occupaient une bande incluse entre Camamu et l'embouchure du Rio São Francisco, et les Tupiniquins, qui s'étendaient de Camamu jusqu'à la limite de l'actuel État de Espirito Santo. Mais, à l'intérieur du pays, sur une bande parallèle à celle des Tupiniquins, il y avait les Aymorés. Ces groupes occupaient le territoire depuis à peine deux siècles, et venaient probablement du Haut-Xingu dans l'Amazonie.

### Sources partielles

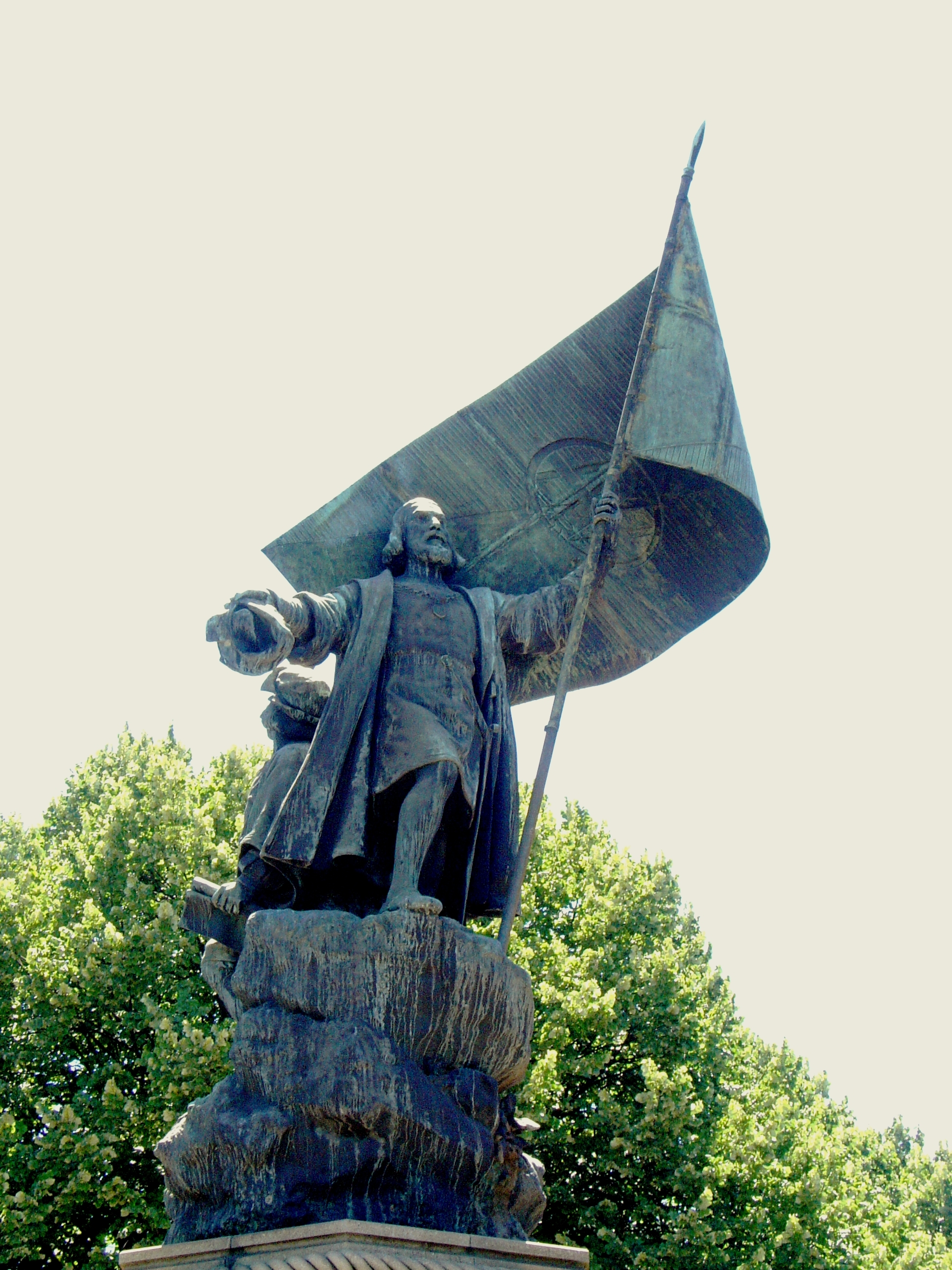
Monument dédié à Pedro Álvares Cabral. Lisbonne